# Даукша, Микалоюс
Микало́юс Да́укша (Николай Даукша, лит. Mikalojus Daukša; ок. 1527, деревня Бабенай, ныне часть города Кедайняй, Литва — 16 февраля 1613, Варняй) — один из создателей литовской письменности, переводчик.
Другие формы фамилии Daugsz, Daugsza, Dauksza, Daux, Dawksza, Dovkša, Dowksza, Dovkš, Dovkša.

## Биография
Родился в семье мелкого шляхтича. Вероятно, учился в Ягеллонском университете в Кракове. Занимал различные церковные должности в разных местностях Жемайтии (настоятель в местечке Кракес, 1570—1572; каноник Жемайтийского капитула с 1572 года; официал в 1585—1592 годах; священник в местечке Бетигала с 1592 года). После смерти епископа Мельхиора Гедройца (1609) до 1610 года был администратором Жмудской (Жемайтийской) епархии.

## Творчество

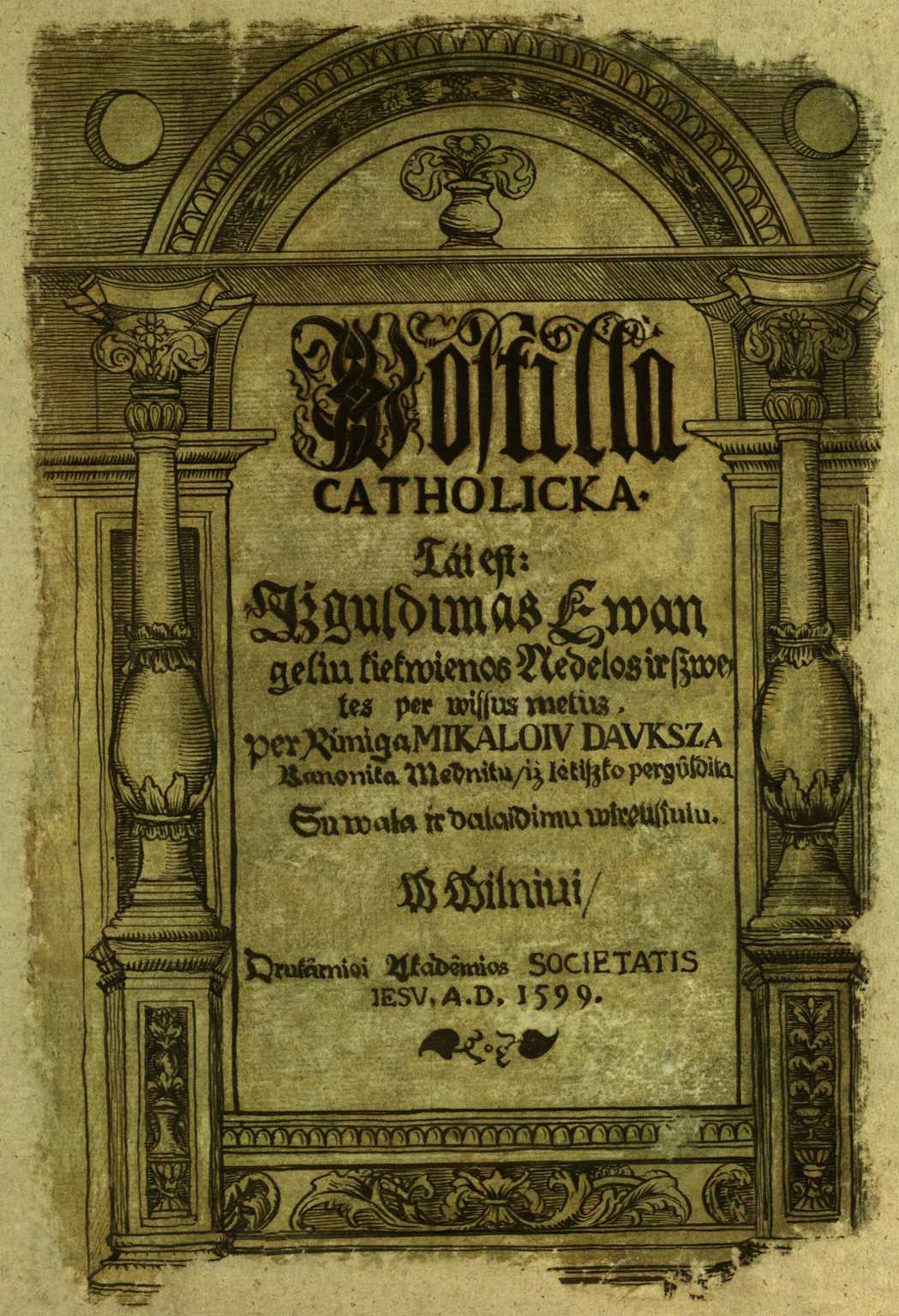
Postilla catholicka, tái est Ižguldimas ewangeliu kiekwienos nedelos ir szwętes per wissús metús. Титульный лист

В 1582—1595 годах перевёл и подготовил к печати «Малую постиллу» Якуба Вуека, изданную в Вильнюсе в 1599 году под названием „Postilla Catholicka. Tai est: Iżguldimas Ewangeliu kiekwienos Nedelos ir Szwętes per wissus metus“.
Выполнил перевод катехизиса испанского иезуита Якова Ледесмы, изданный в 1595 году под названием „Kathechismas arba mokslas kiekwienam priwalvs. Paraszytas per D. Iakvba Ledesma Theologa Societatis IESV“.
Выполненный Даукшой перевод катехизиса — первая напечатанная на территории Литвы книга на литовском языке. Её экземпляр хранится в Библиотеке Вильнюсского университета.
Из оригинальных сочинений Даукши наиболее значимым является написанное на польском языке предисловие к «Постилле», содержащее апологию литовского языка. Сочинения Даукши оказали влияние на развитие письменного литовского языка.

## Память
Имя Даукши присвоено одному из дворов ансамбля Вильнюсского университета. К 200-летию выхода «Постиллы» в Варняй, рядом с Музеем Жемайтийской епархии, расположенном в здании бывшей Жемайтийской духовной семинарии, был установлен памятник Микалоюсу Даукше и Мельхиору Гедройцу (1999; скульптор Арунас Сакалаускас) 